# Félvezető detektor
A félvezető detektor valójában olyan dióda, melynek ionizáló sugárzást érzékelő aktív térfogata a PN átmenet kiürített rétege.
A diódát záróirányú feszültségre kapcsolják, így nagyon kis áram folyik keresztül rajta. A belépő ionizáló sugárzás elektron–lyuk párokat kelt, ami megnöveli ezt az áramot, hasonlóan, mint a fotodióda esetében. Ezeknél a detektoroknál két alapvető probléma lép föl:
1. a kiürített réteg nem elég vastag (a klasszikus detektorok esetében max. 3 mm, ami csak protonok és alfa-részecskék detektálásához elegendő)
2. a diódán keresztül folyó áram nagyon nagy a sugárzás által keltett impulzushoz képest (rossz a jel/zaj arány)

A kiürített réteget a záróirányú feszültség növelésével, vagy a félvezetőben lévő szennyezőatomok koncentrációjának csökkentésével lehet növelni. Az első lehetőség nem alkalmazható, mert növekszik a zaj.
Ennek egy változata a felületi záróréteges detektor. Itt a félvezető kristályra vékony fémréteget (általában aranyat) párologtatnak. A fém és a félvezető között is kialakul PN átmenet (Schottky-átmenet). Ennek előnye, hogy a fémréteg felülete pontosan meghatározza a detektor felületét.
A lítiumdriftelt detektorokban a szennyezőatomok koncentrációja nagyon alacsony, így a kiürített réteg szinte az egész kristályra kiterjed. Bórral szennyezett germániumba vagy szilíciumba (N típusú félvezető) lítiumot diffundáltatnak. A lítium által képviselt akceptor hibahelyek kiegyenlítik a donor hibahelyeket, így praktikusan hibahelymentes kristályt kapunk.

## A HPGe detektor
Alacsony hőmérsékleten a germánium szigetelőként viselkedik, míg a hőmérséklet növekedésével az ellenállása csökken. A nagyon alacsony hőmérsékletű (70 kelvin körül, a folyékony nitrogén hőmérséklete) germánium kristály szigetelőként viselkedik. Ha a kristály két oldalára elektródákat kapcsolunk, egy kondenzátort kapunk. Ha egy gamma kvantum (vagy más ionizáló sugárzás) elektron–lyuk párokat kelt a kristályban, akkor a kondenzátoron keresztül áram fog folyni. Az áramimpulzus nagysága arányos a keltett párok számával, illetve a gamma kvantum energiájával. Ilyen detektor kialakításához nagyon tiszta germánium szükséges (a szennyezőatomok 1:1012 arányban lehetnek jelen a kristályban). Ekkora tisztaságot csak germániumnál lehet elérni, így más félvezetőkből nem készítenek ilyen típusú detektorokat.

## Tulajdonságaik
- gyorsak (a töltött részecskék begyűjtésének ideje mikroszekundum nagyságrendű)
- jó az energiafelbontásuk (a germánium tiltott sávjának nagysága 0,7 elektronvolt, míg a szilíciumé 1,1 eV)
- nagy sűrűségük miatt hatékonyabbak, mint a gáztöltésű detektorok